# Karo Halabjan
Karo Simoni Halabjan (armenisch Կարո Սիմոնի Հալաբյան, russisch Каро Семёнович Алабян; * 14. Julijul. / 26. Juli 1897greg. in Jelisawetpol; † 5. Januar 1959 in Moskau) war ein  armenisch-sowjetischer Architekt und Hochschullehrer.

## Leben
Halabjan besuchte in Tiflis die armenische Nerses-Schule mit Abschluss 1917. Darauf schloss er sich der Sozialdemokratischen Arbeiterpartei Russlands (Bolschewiki) an. 1923 begann Halabjan in Moskau das Studium an den Höheren Künstlerisch-Technischen Werkstätten. Dort entstanden die Freundschaften mit Mikajel Masmanjan, Geworg Kotschar und Wassili Nikolajewitsch Simbirzew, mit denen er später viel in Moskau und Jerewan baute. Er schloss das Studium an der Moskauer Hochschule für Malerei, Bildhauerei und Architektur 1929 ab. Im gleichen Jahr gründete Halabjan zusammen mit Alexander Wassiljewitsch Wlassow, Wladimir Babenkow und Wiktor Baburow die Allrussische Vereinigung der Proletarischen Architekten (WOPRA). Die WOPRA lehnte den Konstruktivismus ab und erstrebte einen neuen Baustil entsprechend dem politischen System des sowjetischen Staates. Dafür sollte die Methode der marxistischen Analyse auf die Analyse der Kunst der früheren Generationen angewendet werden.
Nach dem Studium kehrte Halabjan nach Jerewan zurück, wo er innerhalb seiner zwei Jahre in Jerewan als Leiter des staatlichen Gosprojekts sogleich viel im Stil des Konstruktivismus baute. Daneben lehrte er an der Architektur-Abteilung des Jerewaner Polytechnischen Instituts.
1932 wurde Halabjan Moskauer Hauptarchitekt und verantwortlicher Sekretär der gerade gegründeten Union der Sowjetischen Architekten (SSA). Beim Wettbewerb für den Palast der Sowjets erhielt er 1933 den 1. Preis. 1935 wirkte er an der Entwicklung des Generalplans für Moskau mit. Im gleichen Jahr wurde er zu Studienzwecken nach Italien, Frankreich und Griechenland geschickt. 1936 wurde er Korrespondierendes Ehrenmitglied des Royal Institute of British Architects. 1937 wurde er Deputierter im Oberster Sowjet der UdSSR. Während der Stalinschen Säuberungen war er Informant Lasar Moissejewitsch Kaganowitschs und beteiligte sich an der Verfolgung der Modernisten. 1939 baute er mit S. Safarjan den Pavillon der Armenischen Sozialistischen Sowjetrepublik auf der Allunionslandwirtschaftsausstellung in Moskau. Im gleichen Jahr baute er mit Boris Michailowitsch Iofan den UdSSR-Pavillon auf der New York World’s Fair 1939, worauf Halabjan Ehrenbürger der Stadt New York City wurde. Während des Deutsch-Sowjetischen Krieges leitete Halabjan die Arbeit der SSA und die Akademie der Architektur der UdSSR sowie ein Spezialatelier der Akademie, in dem Pläne für die Tarnung wichtiger Industrie- und Verteidigungsanlagen erarbeitet wurden. 1942 wurde er Mitglied der Kommission für die Erfassung und den Schutz der Kunstdenkmäler und Vorsitzender der Kommission für den Wiederaufbau der SSA.

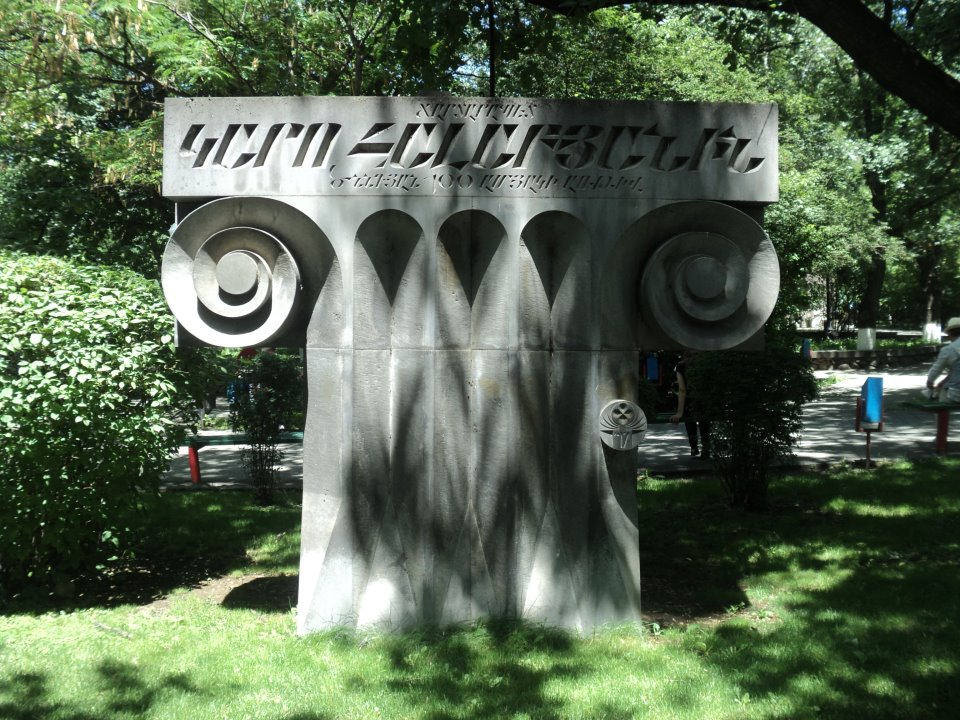
Halabjan-Denkmal im Kentron Jerewans

1943–1945 leitete Halabjan die Entwicklung des Generalplans für den Wiederaufbau Stalingrads. 1949–1953 war er Vizepräsident der Akademie der Architektur. 1950–1951 erstellte er mit Leonid Borissowitsch Karlik den Plan für den Aufbau des Hafens von Sotschi mit Hafenbahnhof. Der von Halabjan projektierte neue Bahnhof von Woronesch wurde 1954 gebaut.
Als in Moskau die stalinschen Hochhäuser projektiert wurden, nannte bei einem der Treffen zu diesen Projekten Lawrenti Beria als einen der Vorteile dieser Hochhäuser ihre Wirtschaftlichkeit. Halabjan als einer der Projektautoren entgegnete, dass die Hochhäuser nicht wirtschaftlich seien, was Beria zurückwies. Halabjan wurde nun von allen Projekten ausgeschlossen und verlor alle Ämter. In Halabjans Atelier wurde ein Mensch geschickt, der dann als japanischer Spion identifiziert und verhaftet wurde. Auch Halabjan drohte die Verhaftung. Anastas Mikojan gelang es, Halabjan nach Armenien zu schicken. Zurück in Moskau blieben Halabjans Frau, die Schauspielerin Ljudmila Wassiljewna Zelikowskaja, und ihr einjähriger Sohn Alexander.
Halabjan starb an Lungenkrebs. Er wurde auf dem Nowodewitschi-Friedhof begraben.
Halabjans Namen tragen Straßen in Moskau und Jerewan.

## Ehrungen, Preise
- Grand Prix auf der Exposition Internationale des Arts et Techniques dans la Vie Moderne 1937 in Paris
- Orden des Roten Banners der Arbeit (1939, 1947)
- Verdienter Künstler der Armenischen Sozialistischen Sowjetrepublik
- Ehrenzeichen der Sowjetunion

## Werke

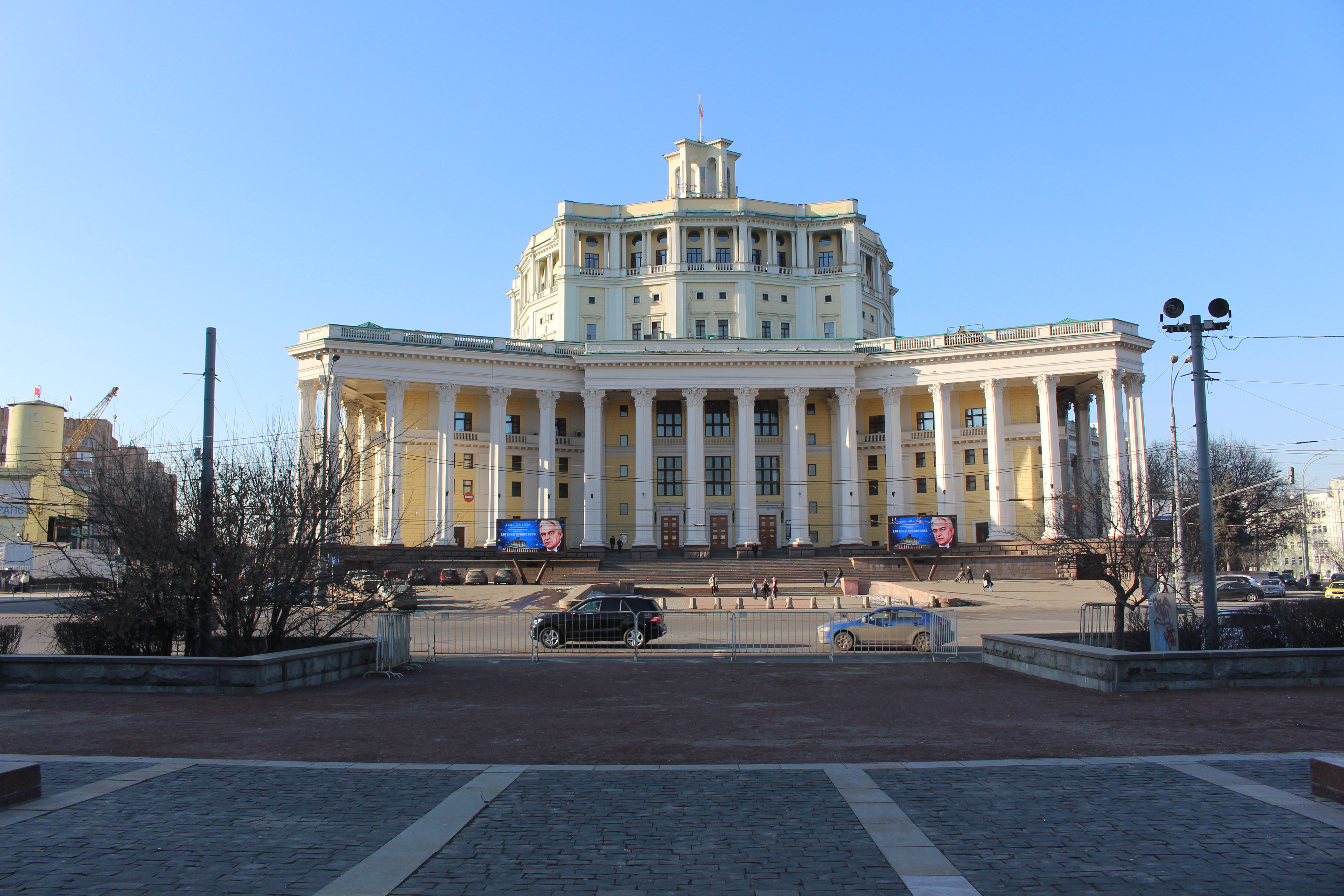
Zentrales Akademisches Theater der Roten Armee, Moskau (1934–1940 mit  Wassili Nikolajewitsch Simbirzew)
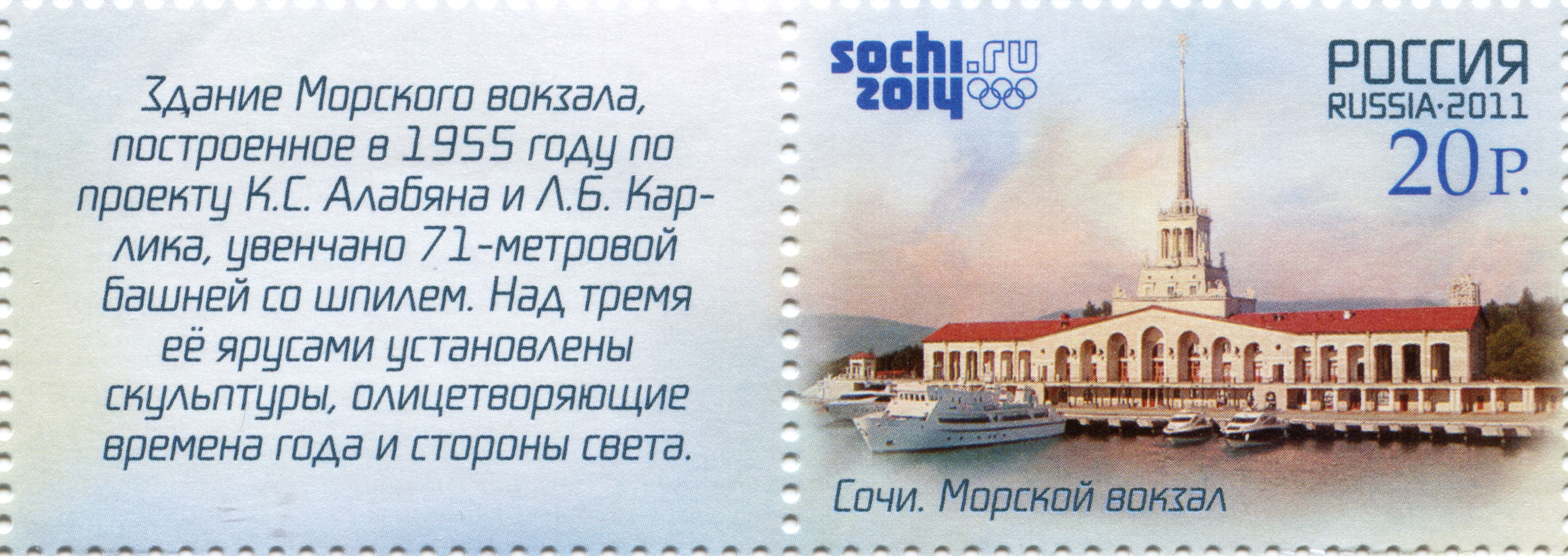
Hafenbahnhof Sotschi (1955)
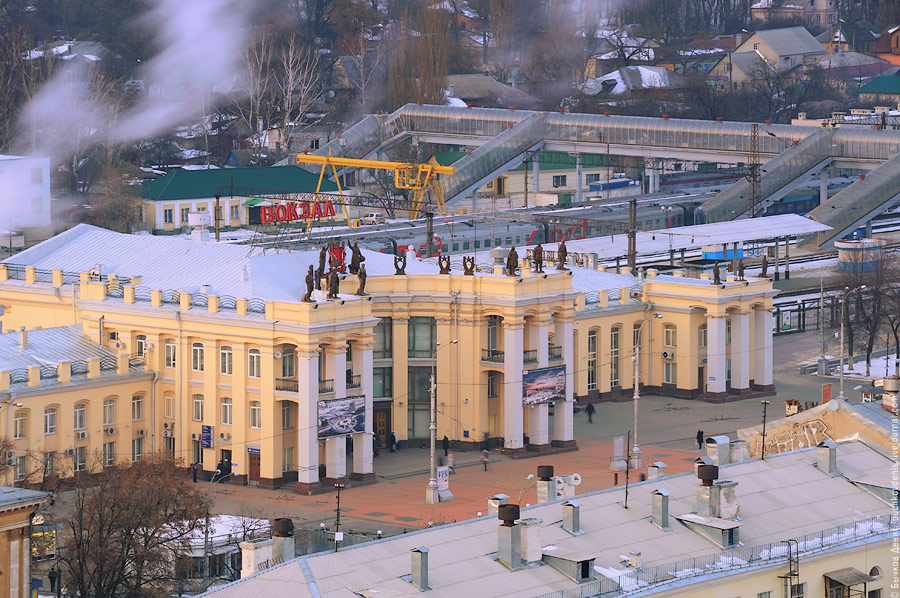
Bahnhof Woronesch (1954)